# Brooklyn Nets
Brooklyn Nets är en amerikansk basketorganisation vars lag är baserat i stadsdelen Brooklyn i New York, New York, och spelar i National Basketball Association (NBA). Nets bildades 1967, då med namnet New Jersey Americans men ändrades till New York Nets efter första säsongen. Laget började spela i American Basketball Association (ABA) och var framgångsrikt, med två mästerskapsvinster (1974 och 1976). Efter den sista vinsten gick laget över till NBA, säsongen 1976/1977.
Från 1977 till 2012 hette laget New Jersey Nets och var baserat i Newark i New Jersey. Laget har aldrig lyckats vinna NBA-mästerskapet, trots två finaler i början av 2000-talet (2002 och 2003).

## Historia

### New Jersey Nets
År 2000 anställdes general managern Rod Thorn, som är mest känd som den som draftade Michael Jordan till Chicago Bulls. Thorn började direkt med att sätta ihop Nets mest talangfulla lag sedan dess storhetsperiod på 1970-talet. Först och främst anställde han Byron Scott som huvudtränare.

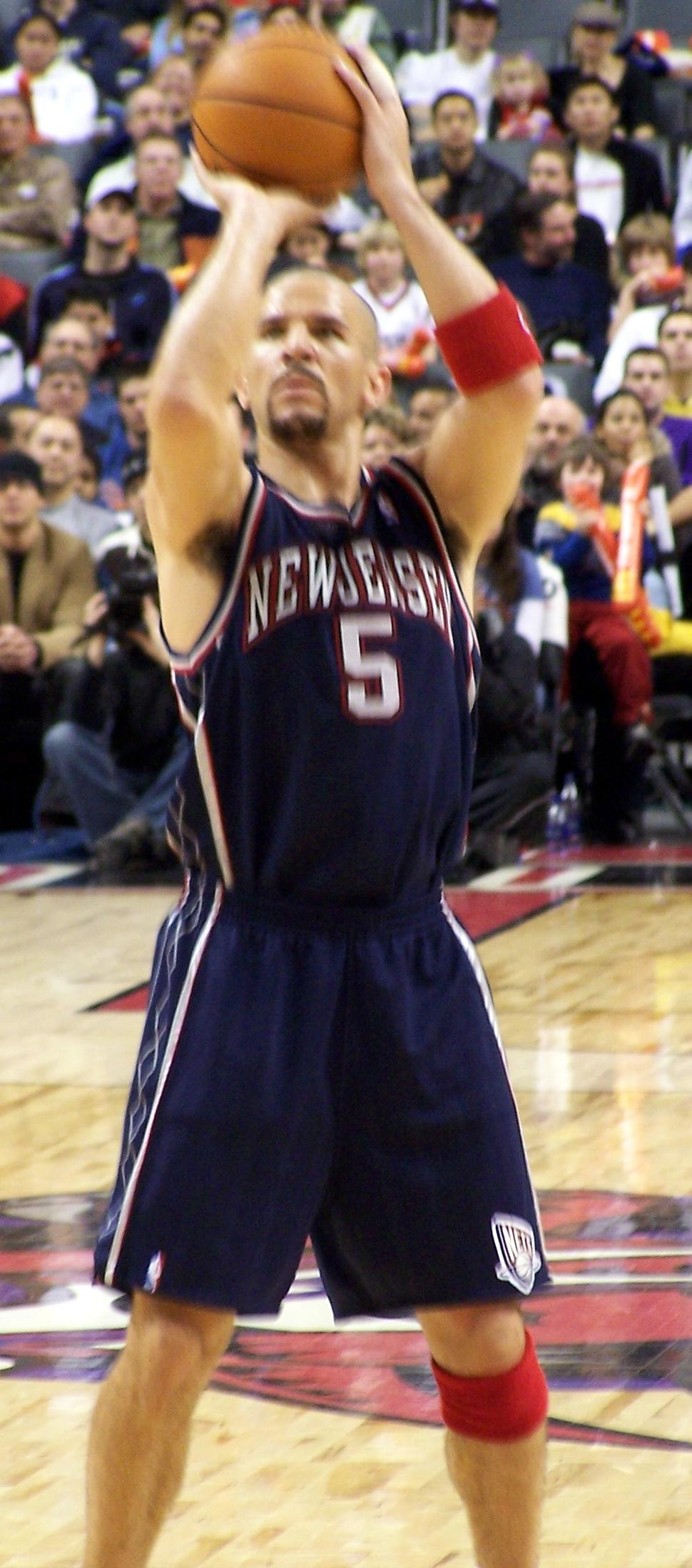
Jason Kidd vid en match med dåvarande New Jersey Nets 2006.

Inför säsongen 2001/2002 genomförde Rod Thorn sitt mest framgångsrika drag som general managern för Nets. Dagen efter NBA-draften 2001 genomfördes en bytesaffär med Phoenix Suns där de två nyckelspelarna Stephon Marbury och Johnny Newman i Nets byttes mot Phoenixs Jason Kidd och Chris Dudley. Chris Dudley byttes bort redan nästa år men Jason Kidd gjorde enorm succé. I Kidd hade laget fått den bollförande ledare som länge hade saknats. Denna säsong vann laget först Atlantic Division (och Eastern Conference) sedan tog laget sig ända till final i slutspelet. I finalen förlorade de dock mot Los Angeles Lakers i fyra raka matcher.
Säsongen 2002/2003 upprepade laget den föregående succésäsongen genom att återigen gå till slutspel. I slutspelet åkte laget ur i kvartsfinalen mot Detroit Pistons efter 4–3 i matcher.
Den 18 februari 2010 flyttade laget från Izod Center, som varit hemmaarena sedan 1981, till Newark för att ha Prudential Center som ny hemmaarena. De började spela där från och med säsongen 2010/2011 och spelade där fram till flytten till Brooklyn och Barclays Center. Denna säsong blev laget fyra i Atlantic Division men 24:a i Eastern Conference och missade därmed slutspelet.

### Brooklyn Nets
Efter att säsongen 2011/2012 slutat för Nets den 30 april flyttades hela laget till Brooklyn i New York och bytte samtidigt namn till Brooklyn Nets. Deras nya hemmaarena blev den nybyggda Barclays Center, som började byggas våren 2010. Det var egentligen meningen att laget skulle ha flyttats tidigare men den försenades på grund av namnrättigheterna till den nya arenan.

## Spelartruppen 2025/2026
Senast uppdaterad: 16 augusti 2025.

Alla spelare som har kontrakt med Brooklyn Nets. Spelarnas löner är i amerikanska dollar och är vad de skulle få ut om spelarna vore i NBA-truppen under hela säsongen.
| Nr                                |                | Namn               | Pos   | Lön 25/26   |        | Kontrakt | Kom till laget | Kom ifrån                 |
| --------------------------------- | -------------- | ------------------ | ----- | ----------- | ------ | -------- | -------------- | ------------------------- |
| 0                                 | USA            | Dariq Whitehead    | SF    | $3 262 560  | [ 4 ]  | 2027     | 2023           | Duke Blue Devils          |
| 1                                 | USA            | Ziaire Williams    | SF    | $5 769 231  | [ 5 ]  | 2027     | 2024           | Memphis Grizzlies         |
| 4                                 | USA            | Drake Powell       | SG    | $3 372 240  | [ 6 ]  | 2029     | 2025           | North Carolina Tar Heels  |
| 7                                 | USA            | Michael Porter Jr. | SF    | $38 333 050 | [ 7 ]  | 2027     | 2025           | Denver Nuggets            |
| 8                                 | Ryssland       | Jegor Djomin       | PG/SF | $6 889 200  | [ 8 ]  | 2029     | 2025           | BYU Cougars               |
| 13                                | USA            | Tyrese Martin      | SG/SF | $2 191 897  | [ 9 ]  | 2026     | 2024           | Iowa Wolves               |
| 14                                | USA            | Ricky Council IV   | SG    | $2 296 274  | [ 10 ] | 2026     | 2025           | Philadelphia 76ers        |
| 14                                | USA            | Terance Mann       | SG    | $15 500 000 | [ 11 ] | 2028     | 2025           | Atlanta Hawks             |
| 18                                | Israel         | Danny Wolf         | PF/C  | $2 801 280  | [ 12 ] | 2029     | 2025           | Michigan Wolverines       |
| 19                                | Frankrike      | Nolan Traoré       | PG    | $3 811 560  | [ 13 ] | 2029     | 2025           | Saint-Quentin Basket-Ball |
| 21                                | USA            | Noah Clowney       | PF/C  | $3 398 640  | [ 14 ] | 2027     | 2023           | Alabama Crimson Tide      |
| 22                                | USA            | Jalen Wilson       | SF/PF | $2 221 677  | [ 15 ] | 2026     | 2023           | Kansas Jayhawks           |
| 24                                | USA            | Haywood Highsmith  | SF    | $5 616 000  | [ 16 ] | 2026     | 2025           | Miami Heat                |
| 26                                | USA            | Drew Timme         | PF/C  | $1 955 377  | [ 17 ] | 2026     | 2025           | Long Island Nets          |
| 33                                | USA            | Nic Claxton        | C/PF  | $25 352 272 | [ 18 ] | 2028     | 2019           | Georgia Bulldogs          |
| 45                                | USA            | Keon Johnson       | SG    | $2 349 578  | [ 19 ] | 2026     | 2023           | Phoenix Suns              |
| 77                                | Israel         | Ben Saraf          | PG/SG | $2 884 560  | [ 20 ] | 2029     | 2025           | Ratiopharm Ulm            |
| --                                | USA            | Grant Nelson       | PF    | $1 272 868  | [ 21 ] | 2026     | 2025           | Alabama Crimson Tide      |
| --                                | USA            | Day'Ron Sharpe     | C     | $5 769 231  | [ 22 ] | 2027     | 2023           | North Carolina Tar Heels  |
| --                                | Kina           | Zeng Fanbo         | PF/SF | $1 272 870  | [ 23 ] | 2026     | 2025           | Beijing Ducks             |
| Tvåvägskontrakt                   |                |                    |       |             |        |          |                |                           |
| Nr                                |                | Namn               | Pos   | Lön 25/26   |        | Kontrakt | Kom till laget | Kom ifrån                 |
| 10                                | USA            | Tyson Etienne      | PG/SG | $636 434    | [ 24 ] | 2026     | 2025           | Long Island Nets          |
| 12                                | Storbritannien | Tosan Evbuomwan    | PF    | $977 689    | [ 25 ] | 2026     | 2025           | San Diego Clippers        |
| Positioner: PG – SG – SF – PF – C |                |                    |       |             |        |          |                |                           |

### Spelargalleri

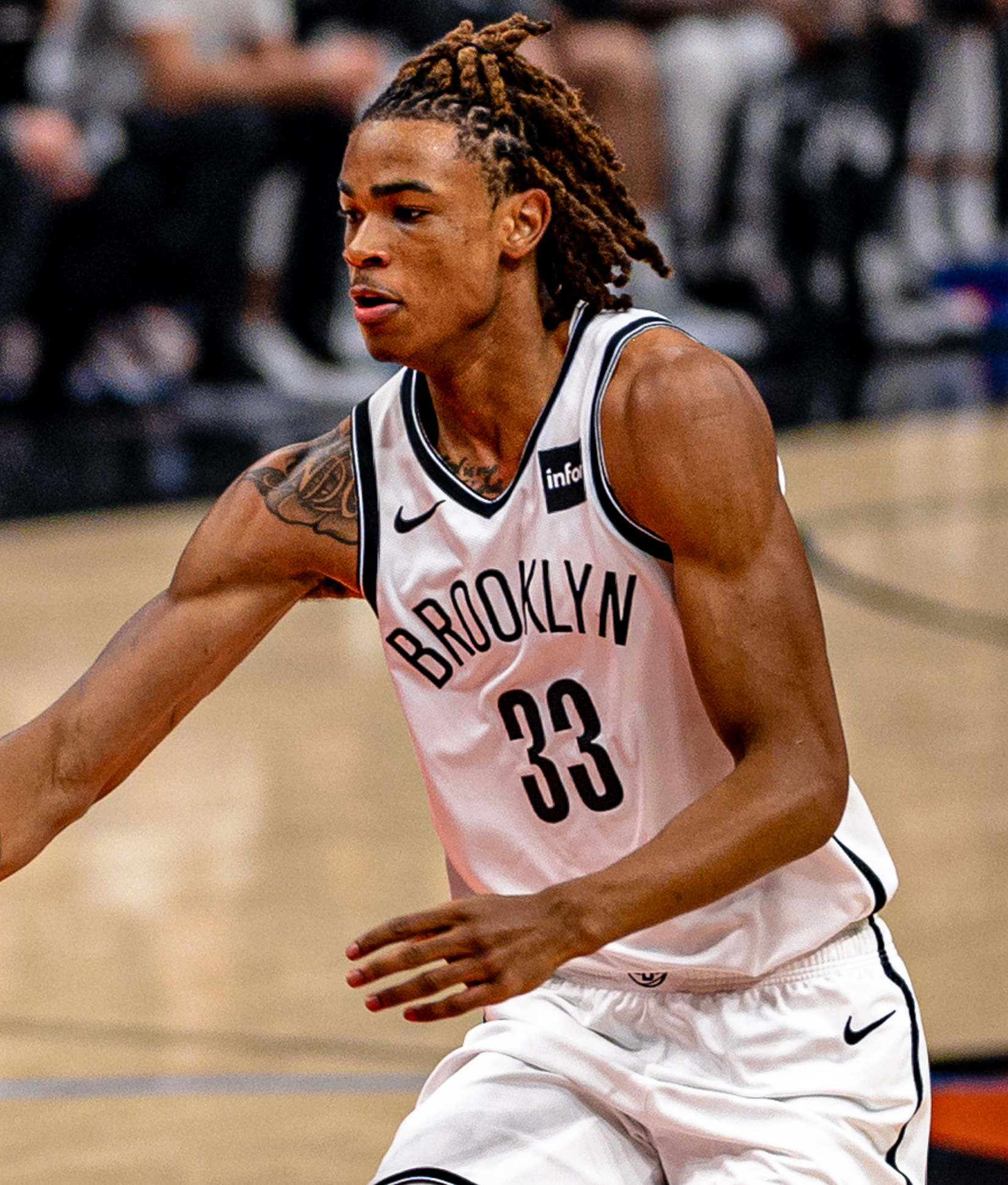
Nic Claxton

## Hemmaarena
- Teaneck Armory (1967–1968)
- Long Island Arena (1968–1969)
- Island Garden (1969–1972)
- Nassau Veterans Memorial Coliseum (1972–1977)
- Rutgers Athletic Center (1977–1981)
- Izod Center (1981–2010)
- Prudential Center (2010–2012)
- Barclays Center (2012–)